# フレデリック・エッサー・ネンマーズ数学賞
フレデリック・エッサー・ネンマーズ数学賞（Frederic Esser Nemmers Prize in Mathematics）はアメリカ合衆国の数学の賞。ノースウェスタン大学から隔年で授与される。

## 受賞者
- 1994年:  ユーリ・マニン
- 1996年:  ジョセフ・ケラー
- 1998年:  ジョン・ホートン・コンウェイ
- 2000年:  エドワード・ウィッテン
- 2002年:  ヤコフ・シナイ
- 2004年:  ミハイル・グロモフ
- 2006年:  ロバート・ラングランズ
- 2008年:  サイモン・ドナルドソン
- 2010年:  テレンス・タオ
- 2012年:  イングリッド・ドブシー
- 2014年:  Michael J. Hopkins
- 2016年:  János Kollár
- 2018年:  Assaf Naor
- 2020年:  Nalini Anantharaman
- 2022年:  Bhargav Bhatt
- 2024年:  Luigi Ambrosio